# جاي ر. ويليامسون
جاي ر. ويليامسون (بالإنجليزية: J. R. Williamson)‏ هو لاعب كرة قدم أمريكية أمريكي، ولد في 9 أكتوبر 1941 في إل دورادو في الولايات المتحدة.

## وصلات خارجية
- جاي ر. ويليامسون على موقع مرجع كرة القدم المحترفة.كوم (الإنجليزية)